# بافت روستای سروسفلی
بافت روستای سروسفلی مربوط به دوران‌های تاریخی پس از اسلام است و در شهرستان اردکان، روستای سرو سفلی واقع شده و این اثر در تاریخ ۲ بهمن ۱۳۸۲ با شمارهٔ ثبت ۱۰۸۵۰ به‌عنوان یکی از آثار ملی ایران به ثبت رسیده است.